# La Fin du voyage (Prison Break)
Pour les articles homonymes, voir La Fin du voyage.
La Fin du voyage est le trente-huitième épisode du feuilleton télévisé Prison Break. C'est le seizième épisode de cette deuxième saison. 

## Résumé
En descendant du train, Sara Tancredi se dirige vers Lincoln Burrows et Michael Scofield qui l'attendent à la gare d'Evansville dans l'Indiana. Michael et Sara s'enlacent puis elle salue Lincoln. Au même moment, Kellerman posté à l'écart discute au téléphone avec Caroline Reynolds. Sara montre à Michael sa clé mais il ne reconnaît pas l'inscription. 
Lorsque Michael lui explique qu'une autre personne travaille désormais avec eux, elle aperçoit l'agent Kellerman attendant à l'angle du mur. Quelques instants plus tard, Michael étrangle Kellerman pendant que Lincoln le maintient. Sara reproche à Kellerman de l'avoir laissée se noyer. Quand ils le lâchent, Kellerman leur révèle qu'il connaît cette clé et qu'elle provient d'un club privé de cigares à Chicago, Illinois.  
Kellerman se dirige vers un contrôleur en compagnie de Michael qu'il fait passer pour son prisonnier. Il exige d'avoir un wagon entier. Dans le même temps, Lincoln tente de rassurer Sara en lui garantissant que la collaboration avec Kellerman n'est que temporaire. Il la remercie également pour tout ce qu'elle a fait pour lui. Puis Kellerman les fait discrètement monter dans le wagon. Sara s'assoie en face de Michael mais elle est visiblement bouleversée par la présence de l'ex-agent des services secrets quelques rangées plus loin. Elle ne cesse de se remémorer les tortures qu'il lui a infligées. Puis, elle demande à Michael de vérifier s'il y a un point d'eau, elle attend qu'il s'éloigne avant de s'approcher de Kellerman. Soudain, elle tente de l'étrangler par derrière avec un cordon. Lincoln et Michael interviennent mais elle est dans une rage folle. Après avoir repris ses esprits, Kellerman la menace et doit répondre aux questions du contrôleur, alerté par des passagers de l'autre wagon. Avant de sortir dans le couloir, Sara répète ironiquement à Kellerman la phrase qu'il lui avait dite un peu plus tôt: « It wasn't personal, Paul. » (« Ça n'avait rien de personnel, Paul. »).
Préférant être seule, Sara reste dans les toilettes du train. Kellerman reçoit un nouvel appel de Caroline Reynolds qui lui promet le poste de secrétaire général de la Maison-Blanche. Un peu plus tard, Michael entre dans les toilettes et parle avec Sara. Elle lui demande s'il croit vraiment que tout redeviendra comme avant, ce à quoi il lui répond qu'il a la foi et que c'est la chose qu'il lui permet d'avancer. Sara lui avoue qu'elle est motivée par son désir de venger la mort de son père mais également par les sentiments qu'elle lui porte. Ils s'embrassent passionnément mais sont interrompus par un ralentissement du train dû à un barrage de police.
Après avoir défoncé le barrage en obligeant le conducteur à accélérer la vitesse, le groupe semble avoir sauté du train en marche. Les forces de police les prennent en chasse mais ils découvrent qu'il s'agit du contrôleur et de 3 autres passagers qui ont été forcés de se faire passer pour les fugitifs. Pendant ce temps, Michael, Sara, Lincoln et Kellerman parviennent à quitter discrètement le train à la gare suivante, ils se mettent alors à la recherche d'une voiture. Kellerman est de nouveau contactée par Caroline. Soupçonneux, il lui demande de lui indiquer le lieu où il a fêté son 35e anniversaire. Comme la voix sur l'autre ligne ne répond pas à la question, Kellerman réalise qu'elle n'est pas Caroline et que l'agent Kim a tout manigancé. 
A Chicago, Kellerman propose d'aller lui-même avec la clé au club de cigares car c'est le seul qui ne soit pas un fugitif. À ces mots, Michael sourit et demande à Sara de l'accompagner. Au moment d'entrer tous les deux dans le club, Michael avoue à Sara qu'il l'aime aussi.
A Ness City dans le Kansas, T-Bag se réveille près de son otage Susan Hollander, qu'il a gardée attachée toute la nuit. Il se lève pour chercher les enfants et préparer un petit-déjeuner. Susan lui répète que ça ne marchera jamais. Elle feint de s'inquiéter pour lui et lui recommande de partir pour éviter d'être reconnu car une de ses amies, Patty, doit passer dans la journée. En manipulant un revolver et un grand couteau, T-Bag lui soutient qu'il n'y a aucun problème. 
Quelques heures plus tard, Patty vient rendre visite aux Hollander. Elle fait la connaissance de T-Bag qui s'avère être un excellent hôte. Il réussit à la charmer par ses paroles et la qualité de sa cuisine, tandis que Susan et ses enfants restent impuissants. Zach tente d'attirer Patty à l'extérieur pour lui expliquer qu'ils sont retenus prisonniers, mais T-Bag le menace silencieusement avec son arme. Après le départ de Patty, T-Bag ordonne à la famille de préparer leurs affaires pour quitter la ville. Ils partent ensemble en voiture.
A Benson dans le Minnesota, C-Note déjeune avec sa fille Dedee. Elle n'arrive pas à manger son repas. C-Note décide de l'amener vers les toilettes où elle vomit. Alors qu'il s'apprête à sortir avec sa fille, pour lui donner ses médicaments, un homme armé s'introduit dans le restaurant et menace l'ensemble des clients. Pour éviter un drame, C-Note décide d'intervenir en parlant calmement à l'inconnu. Il conseille les autres otages de se mettre ensemble dans un coin et remet au malfaiteur leur argent. Seulement, l'homme demande à tous les clients de descendre dans la cave, ce qui ne satisfait pas C-Note. Il est obligé d'avouer qu'il est recherché par la police et qu'il ne peut se permettre de risquer d'être reconnu et arrêté. L'homme accepte alors de le laisser repartir avec sa fille mais au moment où C-Note s'apprête à sortir, le bandit veut garder une jeune femme en otage. C-Note proteste et finit par se battre avec lui. Il réussit à avoir le dessus sur lui mais il s'immobilise en entendant les sirènes de police. Lorsque les policiers entrent dans le restaurant, ils découvrent le malfaiteur blessé et hors d'état de nuire. Un des clients se désigne en tant que responsable, tandis que la jeune femme que le malfaiteur menaçait, aide C-Note et sa fille à s'enfuir discrètement. 
A Chicago, Alexander Mahone est informé par l'agent Wheeler que Le Disjoncté a commis un meurtre dans le Wisconsin. Néanmoins, il préfère se concentrer sur la poursuite des frères et demande à Wheeler de contacter le quartier local du FBI. Son adjoint refuse et lui précise qu'il n'a plus à suivre ses ordres. L'agent Kim l'appelle sur son téléphone portable et lui ordonne de tuer Patoshik car il a partagé la cellule de Michael et qu'il sait peut-être des choses sur la conspiration.
Il retourne alors à Fox River où il annonce à Brad Bellick qu'il peut le faire libérer. En échange, il veut son aide pour traquer les fugitifs comme un « junkyard dog » (« un chien qui n'hésite pas à faire les poubelles »). Bellick accepte. Lorsqu'il sort de prison, il obtient une voiture, un dossier avec son nom mentionné dessus, un revolver et un badge.
A Algoma, Wisconsin, Le Disjoncté essaie de s'échapper sur son radeau avec son chien, Larry. Bellick arrive à Algoma et interroge Sasha. Après avoir découvert où se cache le fugitif, Bellick prévient Mahone. Pourchassé, Le Disjoncté se réfugie en haut d'un silo. Un peu plus tard, Mahone grimpe sur le silo pour le rejoindre. Au cours de leur discussion, Mahone fait subtilement comprendre à Patoshik qu'il ne reste plus qu'un seul moyen pour qu'il puisse s'enfuir. Le Disjoncté saute alors dans le vide et meurt sur le coup.

## Informations complémentaires

### Chronologie
L'action de cet épisode se passe le 5 juin selon le post-it collé sur le mur dans le bureau de Mahone dans l'épisode Panama (2x20): « Patoshik - Algoma, WI - Charles Patoshik deceased ».

### Culture
- La chanson entendue dans la scène où T-Bag quitte Ness City avec les Hollander est Give Me Just a Little More Time du groupe Chairmen of the Board.

- Lorsque Haywire tombe du silo et Michael et Sara se dirigent vers le club de cigares, la chanson diffusée est Home d'Alexi Murdoch. C'est la deuxième fois qu'une chanson d'Alexi Murdoch est utilisée dans le feuilleton[1].

- La recette du « chicken hobo » (« poulet clochard ») selon T-Bag: « One part chicken, two parts spice, three part actual hobo. » (« Un morceau de poulet, 2 morceaux d'épices, 3 morceaux d'un vrai clochard. »). Ce poulet est en réalité cuisiné avec du bacon[2].

- Lors du déjeuner avec Patty, T-Bag surnomme Susan Hollander: « Susie Q ». À l'origine, "Susie Q" ou "Suzie-Q" était une danse, inventée en 1935 et pratiquée dans le "Cotton Club". Puis, le chanteur Dale Hawkins en a fait une chanson dans les années 50. Elle a été reprise par de nombreux interprètes dont le Creedence Clearwater Revival et les Rolling Stones.

- La voiture qu'utilisent T-Bag et la famille Hollander pour quitter la ville est une Volvo V70. Ce break n'est pas un choix anodin puisque ce type de véhicule symbolise la famille. Elle est d'ailleurs appelée au Québec: une familiale. Or, former une famille avec les Hollander est l'un des plus grands désirs de T-Bag.

- Brad Bellick peut quitter la prison de Fox River et travailler sous les ordres de l'agent Mahone grâce à une ordonnance d'Habeas Corpus. En vigueur en Angleterre et aux États-Unis, cette procédure juridique permet à un juge de décider de la détention d'une personne, voire de sa libération.

### Divers
- Sucre (Amaury Nolasco) n'apparaît pas dans cet épisode.

- Cet épisode a été tourné dans le centre-ville et les environs de Greenville, Texas. Bien que le tournage était prévu de commencer le 13 décembre 2006, il a été retardé au 15 décembre[3]. Le tournage de la scène d'action qui montre le train percuter les voitures de police a également été retardé au 8 janvier 2007 et s'est déroulé dans un quartier situé au nord de Greenville[4].

- L'agent Wheeler signale à l'agent Mahone que depuis son évasion Haywire n'a pas été plus loin que 4 heures de route de la prison de Fox River.

- Haywire est le troisième fugitif des "Huit de Fox River" à décéder.

### Erreurs
- Lorsque le train fonce sur les quatre voitures de police, sur le plan où la caméra est placée derrière les voitures de polices, il y a trois policiers, or lorsque le plan change, comme si le caméraman conduisait le train, ils disparaissent.

## Audiences et accueil critique
Aux États-Unis, La Fin du voyage a permis à Prison Break d'être la deuxième série la plus regardée derrière les deux sitcoms How I Met Your Mother et La Classe. L'épisode a été suivi par 10,14 millions de téléspectateurs, ce qui fait de lui la meilleure audience depuis le début de cette deuxième saison. C'est le premier épisode de cette saison à être diffusé durant les sweeps de février.
Malgré le fait d'avoir obtenu une des plus fortes audiences du feuilleton, cet épisode a reçu des notes modérées de la part de certains critiques. Le chroniqueur de UGO, Troy Rogers, lui a donné  un B en précisant que: « some aspects of the show are starting to feel tired » (« certains aspects du feuilleton commencent à devenir fatigants »). 
De même, Craig Blanchard du San Diego Union-Tribune lui a également donné un B. Bien que Blanchard a complimenté le personnage de Kellerman, le décrivant comme « the man with a bottomless bag of tricks » (« l'homme avec un sac sans fond rempli de combines et d'astuces »), il a également déclaré à propos du personnage de Bellick, « it's only a matter of time before Bellick is back to his roll as a bottom-feeder. He's even got a badge now » (« C'est seulement une question de temps avant que Bellick ne soit de retour à son rôle de prédateur. Il a même un badge maintenant. »).
Peter Brown du IFMagazine lui a donné un B+: « The serve of the week wasn’t as good as some of previous twists with the train jumpers but still continues a nice little tactic of giving the viewers something each week that stays true to what made this series good » (« Le service de la semaine n'était pas aussi bon que certains tours précédents comme les sauteurs de train, mais continue toujours cette agréable tactique de donner chaque semaine aux téléspectateurs quelque chose qui reste vrai et c'est ce qui fait que ce feuilleton est bon »). 
L'épisode a reçu une note globale de 9.2/10 par Ahsan Haque sur IGN', qui a estimé que: « this episode continues the trend of bombarding viewers with extremely fast-paced and self-contained storylines for an ever-dwindling cast of characters » (« Cet épisode continue la tendance de bombarder les téléspectateurs avec des intrigues en mouvement constant et indépendantes pour toujours diminuer le nombre de personnages »).
Jeff Commings du Arizona Daily Star a écrit: « That’s more action than I see in a year, but probably not as much as Jack Bauer sees in an hour. Yes, it stretches credibility, but it still has some great moments. » (« Il y a plus d'action que je vois en une année, mais probablement pas autant que Jack Bauer voit en une heure. Oui, ça dépasse la crédibilité, mais il y a encore des moments géniaux. »). 
D'un autre côté, Kate Sullivan de Entertainment Weekly a décrit le voyage des héros jusqu'à Chicago comme « sketchy » (« sommaire »). Sullivan a également signalé que cet épisode contenait le « moment fans have been waiting for — perhaps more than the escape, more than the moment when the whole conspiracy will blow up — was Sara and Michael's reunion » (« moment que les fans attendaient - peut-être plus que l'évasion, plus que le moment où toute la conspiration explosera - qui sont les retrouvailles de Sara et Michael »).